# Petrogale brachyotis
El ualabí rupestre de orejas cortas (Petrogale brachyotis) es una especie de marsupial diprotodonto de la familia Macropodidae endémica del norte de Australia, concretamente de la parte norte del Territorio del Norte y Australia Occidental. Es mucho más grande que las dos especies que le son más cercanas, Petrogale concinna (nabarlek) y Petrogale burbidgei (monjon). Han sido identificadas algunas subespecies, pero probablemente son inválidas.

## Descripción

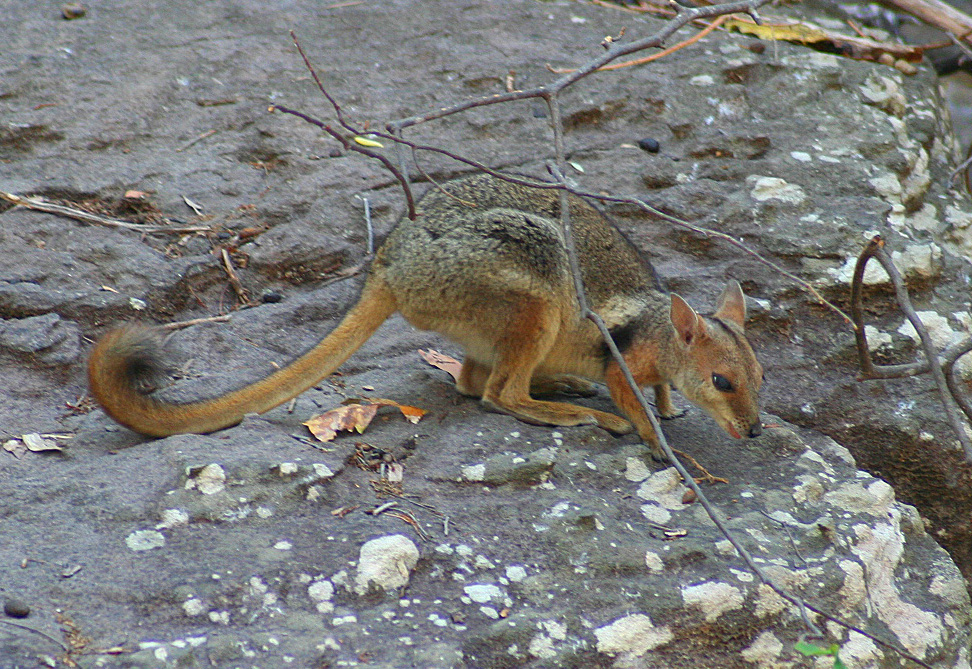
Ualabí rupestre de orejas cortas

Su longitud total varía de 83 hasta 107 centímetros, con un promedio de los adultos en 97 cm. Tiene un peso corporal de 4 a 5 kg.
Sus orejas miden menos que la mitad del largo de sus cabezas, lo que ha originado de su nombre común. Su coloración es variable, pero generalmente es marrón grisáceo con zonas blancas en la cara y piernas. En las poblaciones occidentales es gris claro, y en las orientales llega a ser marrón oscuro.
Sus patas posteriores tienen una base rugosa, que les permite un agarre seguro en las superficies rocosas que habita. Su cola, bastante larga, se usa para balancear al animal mientras se desplaza.

## Comportamiento
La especie es herbívora y gregaria, y vive en colinas y gargantas rocosas. Se alimenta principalmente de  pasto, y durante la estación seca puede mantenerse por largos periodos sin beber agua, alimentándose de raíces y plantas  suculentas. Son primordialmente nocturnos, pero suelen asolearse sobre las rocas.
Las hembras del género son poliestras y, en este caso, con un estro de 30 días, y una gestación también de 30 días. La cría pasa entre 190 y 230 días dentro del marsupio. Las hembras alcanzan la madurez sexual a los 18 meses, y los machos entre los 19 y 20.

## Estado de conservación
Tras la colonización europea de la isla, se le consideró una plaga para la agricultura y se le persiguió, pero hoy se sabe que no representan una amenaza para los cultivos. La especie actualmente no se encuentra amenazada.